# Michael Henderson

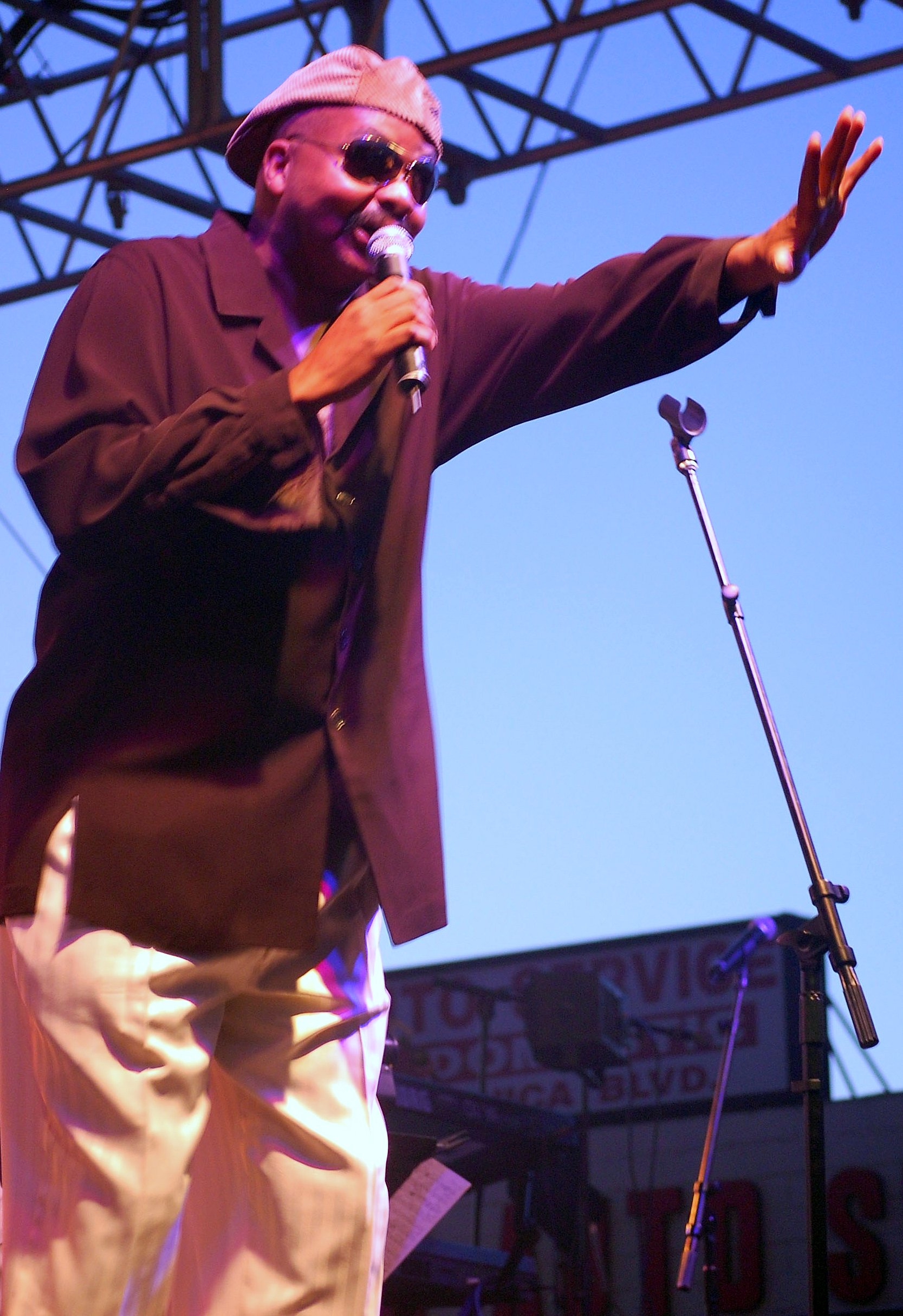
Michael Henderson, 2008

 Michael Henderson (* 7. Juli 1951 in Yazoo City, Mississippi; † 19. Juli 2022 in Atlanta, Georgia) war ein US-amerikanischer Bassist und Sänger. Er wurde zunächst durch seine Zusammenarbeit mit Miles Davis bekannt.

## Biografie
Henderson war Autodidakt und orientierte sein Spiel an James Jamerson. Er war in den späten 1960er Jahren beim Label Motown als Bassist tätig. 1970 wurde er – angeblich mit den Worten „I’ll take your fucking bass player!“ – von Miles Davis abgeworben, nachdem ihm Henderson bei einem Konzert von Stevie Wonder aufgefallen war. Die erste Aufzeichnung mit Henderson als Davis’ Bassist datiert aus demselben Jahr, in dem er mit ihm auch erstmals auf Europatournee war.
Henderson stellte das Fundament in Davis’ elektrischer Soundphase von Mitte 1970 bis etwa 1976. Er spielte einfache, „furztrockene“ Funk-Lines mit Wah-Wah-Effekten und Ähnlichem. Damit prägte er stark den Gruppenklang von Alben wie A Tribute to Jack Johnson (1971), On the Corner (1972), Get Up with It, Dark Magus (beide 1974) und Pangaea (1975). Als Instrumente verwendete er Fender Precision und Fender Jazz.
Henderson spielte auch mit Marvin Gaye, Aretha Franklin, Stevie Wonder, Norman Connors, The Dramatics und Dr. John. Neben Bob Babbitt und James Jamerson wird er zu den drei bedeutendsten Motown-Bassisten gezählt.
Nach 1975 spielte er einige Platten unter eigenem Namen ein, auf denen er auch sang. Mit Take Me I’m Yours (1978), Wide Receiver (1980) und Can’t We Fall in Love Again (1981, ein Duett mit Phyllis Hyman) gelangen ihm drei Top-10-Hits in den amerikanischen R&B-Charts.

## Diskografie

### Alben
| Jahr | Titel             | Höchstplatzierung, Gesamtwochen, AuszeichnungChartplatzierungen (Jahr, Titel, Platzierungen, Wochen, Auszeichnungen, Anmerkungen) | Höchstplatzierung, Gesamtwochen, AuszeichnungChartplatzierungen (Jahr, Titel, Platzierungen, Wochen, Auszeichnungen, Anmerkungen) | Anmerkungen                                                                                           |
| Jahr | Titel             | US | R&B | Anmerkungen                                                                                           |
| ---- | ----------------- | --- | --- | --- |
| 1976 | Solid             | US173 (7 Wo.)US | R&B10 (26 Wo.)R&B | Erstveröffentlichung: Oktober 1976 Produzent: Michael Henderson                                       |
| 1977 | Goin’ Places      | US49 (13 Wo.)US | R&B18 (17 Wo.)R&B | Erstveröffentlichung: August 1977 Produzent: Michael Henderson                                        |
| 1978 | In the Night-Time | US38 Gold · (28 Wo.)US | R&B5 (32 Wo.)R&B | Erstveröffentlichung: Juni 1978 Produzent: Michael Henderson                                          |
| 1979 | Do It All         | US64 (12 Wo.)US | R&B17 (17 Wo.)R&B | Erstveröffentlichung: Juli 1979 Produzent: Michael Henderson                                          |
| 1980 | Wide Receiver     | US35 (18 Wo.)US | R&B6 (27 Wo.)R&B | Erstveröffentlichung: August 1980 Produzent: Michael Henderson                                        |
| 1981 | Slingshot         | US86 (11 Wo.)US | R&B14 (17 Wo.)R&B | Erstveröffentlichung: September 1981 Produzenten: Michael Henderson, Chuck Jackson                    |
| 1983 | Fickle            | US169 (5 Wo.)US | R&B41 (8 Wo.)R&B | Erstveröffentlichung: Mai 1983 Produzenten: Michael Henderson, Paul Lawrence Jones II, Thomas McClary |
| 1986 | Bedtimes Stories  | — | R&B30 (14 Wo.)R&B | Erstveröffentlichung: April 1986 Produzent: Michael Henderson                                         |

### Kompilationen
- 1982: Mastermind
- 1990: The Best of Michael Henderson (Sequel)
- 2003: The Best of Michael Henderson (Electrocord; VÖ: 6. April)
- 2007: The Essential, Vol. 1 (VÖ: Januar)
- 2007: The Essential, Vol. 2 (VÖ: Januar)
- 2014: Take Me I’m Yours: The Essential Selection (VÖ: 22. Juli)

### Singles
| Jahr | Titel Album                                 | Höchstplatzierung, Gesamtwochen, AuszeichnungChartplatzierungen (Jahr, Titel, Album, Platzierungen, Wochen, Auszeichnungen, Anmerkungen) | Höchstplatzierung, Gesamtwochen, AuszeichnungChartplatzierungen (Jahr, Titel, Album, Platzierungen, Wochen, Auszeichnungen, Anmerkungen) | Anmerkungen |
| Jahr | Titel Album                                 | US | R&B | Anmerkungen |
| ---- | ------------------------------------------- | --- | --- | --- |
| 1976 | Be My Girl Solid                            | — | R&B23 (13 Wo.)R&B | Erstveröffentlichung: November 1976 Autor: Michael Henderson                                                           |
| 1977 | You Haven’t Made It to the Top Solid        | — | R&B80 (4 Wo.)R&B | Erstveröffentlichung: April 1977 Autor: Michael Henderson                                                              |
| 1977 | I Can’t Help It Goin’ Places                | — | R&B27 (14 Wo.)R&B | Erstveröffentlichung: Juli 1977 Autor: Michael Henderson                                                               |
| 1977 | Won’t You Be Mine Goin’ Places              | — | R&B82 (8 Wo.)R&B | Erstveröffentlichung: Oktober 1977 Autor: Michael Henderson                                                            |
| 1978 | Take Me I’m Yours In the Night-Time         | US88 (3 Wo.)US | R&B3 (20 Wo.)R&B | Erstveröffentlichung: Juni 1978 Autor: Michael Henderson                                                               |
| 1978 | In the Night-Time                           | — | R&B15 (13 Wo.)R&B | Erstveröffentlichung: Oktober 1978 Autoren: Michael Henderson, Sylvester Rivers                                        |
| 1979 | Do It All                                   | — | R&B56 (7 Wo.)R&B | Erstveröffentlichung: Juli 1979 Autor: Michael Henderson                                                               |
| 1979 | To Be Loved Do It All                       | — | R&B62 (8 Wo.)R&B | Erstveröffentlichung: Oktober 1979 Autoren: Berry Gordy, Tyran Carlo Original: Jackie Wilson, 1958                     |
| 1980 | Wide Receiver                               | — | R&B4 (24 Wo.)R&B | Erstveröffentlichung: Juni 1980 Platz 42 (7 Wochen) in den US-Dance-Charts Autoren: Michael Henderson, Randy Jacobs    |
| 1980 | Prove It Wide Receiver                      | — | R&B27 (15 Wo.)R&B | Erstveröffentlichung: Oktober 1980 Autor: Michael Henderson                                                            |
| 1981 | Reach Out for Me Wide Receiver              | — | R&B78 (4 Wo.)R&B | Erstveröffentlichung: Februar 1981 Autoren: Burt Bacharach, Hal David Original: Lou Johnson, 1963                      |
| 1981 | Can’t We Fall in Love Again                 | — | R&B9 (15 Wo.)R&B | Erstveröffentlichung: Juni 1981 mit Phyllis Hyman Autoren: John Lewis Parker, Peter Iver Original: Phyllis Hyman, 1979 |
| 1981 | (We Are Here To) Geek You Up Slingshot      | — | R&B51 (8 Wo.)R&B | Erstveröffentlichung: November 1981 Autoren: Curtiss Boone, Everett Boone, Timothy McGhee                              |
| 1982 | Make It Easy on Yourself Slingshot          | — | R&B68 (6 Wo.)R&B | Erstveröffentlichung: Januar 1982 Autoren: Burt Bacharach, Hal David Original: Jerry Butler, 1962                      |
| 1983 | Fickle                                      | — | R&B33 (10 Wo.)R&B | Erstveröffentlichung: April 1983 Autoren: Michael Henderson, Nate Robinson, Paul Lawrence Jones III                    |
| 1986 | Do It to Me Good (Tonight) Bedtimes Stories | — | R&B17 (14 Wo.)R&B | Erstveröffentlichung: März 1986 Autor: Michael Henderson                                                               |
| 1986 | Tin Soldier Bedtimes Stories                | — | R&B86 (2 Wo.)R&B | Erstveröffentlichung: Juni 1986 Autor: Michael Henderson                                                               |

Weitere Singles
- 1976: Time
- 1976: You Are My Starship (Norman Connors feat. Michael Henderson; VÖ: August)
- 1983: Thin Walls (VÖ: Juli)
- 1986: ’Til You Love Somebody (VÖ: August)